# 김시현 (1883년)
김시현(金始顯, 1883년 6월 9일 ~ 1966년 1월 3일)은 한국의 독립 운동가이며 정치인이다. 자는 구화(九和), 호는 하구(何求)이다. 의열단원으로 김원봉과 사상적 동지였고, 상하이 고려공산당, 조선공산당의 정치인이였다.
일본 메이지 대학교 법과를 졸업하고 3·1 운동 후 만주에서 의열단 활동 등을 하면서 독립운동을 하고 수차례 투옥되고 풀려나길 반복하였다. 옥중에서 광복을 맞고 풀려났으며, 그 후 제2대 안동군 국회의원에 당선된다.
1920년 김규식(金奎植)·여운형(呂運亨) 등과 함께 러시아 모스크바에서 열린 혁명단체대표자대회에 한국대표로 참석하였다.
1920년 9월경 의열단이 국내에 들어와 전국적인 규모의 폭동과 요인 암살 및 조선총독부에 폭탄을 투척할 목적으로 국내에 폭탄반입을 시도할 때 이에 가담하다 대구에서 체포되어 대구형무소에서 징역 12년형을 선고받고 복역하던 중 1년간 투옥되었다.
1952년 6월 25일 부산에서 열린 6·25 기념식장에서 유시태로 하여금 이승만 대통령을 암살하도록 하였으나, 권총이 불발에 그쳐 실패하였다. 이 사건의 주모자로 무기징역을 선고받고 복역하다가,
4·19 혁명과 함께 복역 만 7년 10개월만인 1960년 4월 28일에 석방되었다. 그 후에 제5대 국회의원에 당선된다.
1960년 7월 민의원에서 열린 대통령 선거에 출마하였다.
1966년 1월 3일 별세하였다.

## 창작물에서
- 아나키스트 - 김인권
- 밀정 - 공유

## 역대 선거 결과
|  | 23.67% |

|  | 16.18% |